# Solanum pseudocapsicum

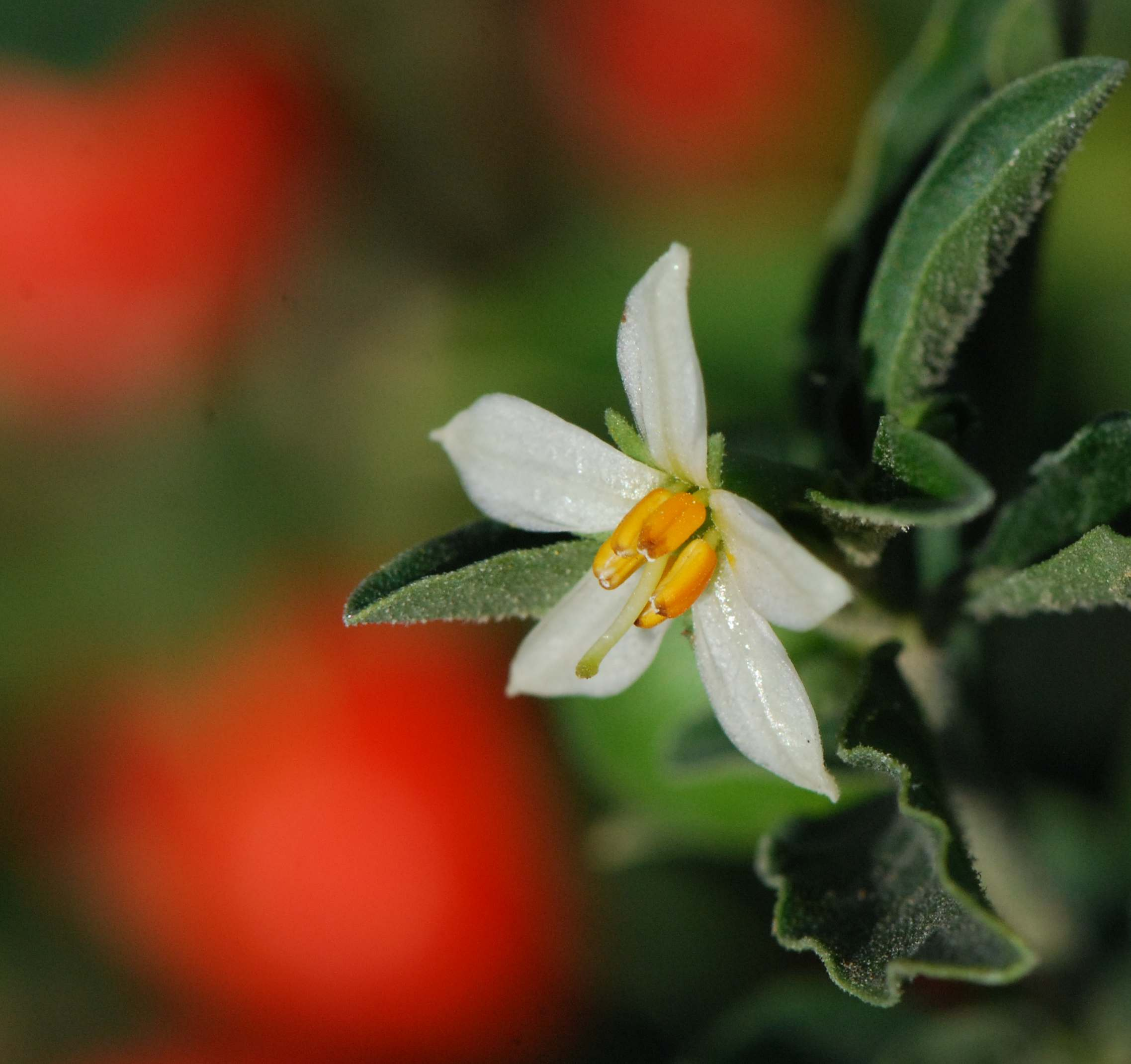
Flor.

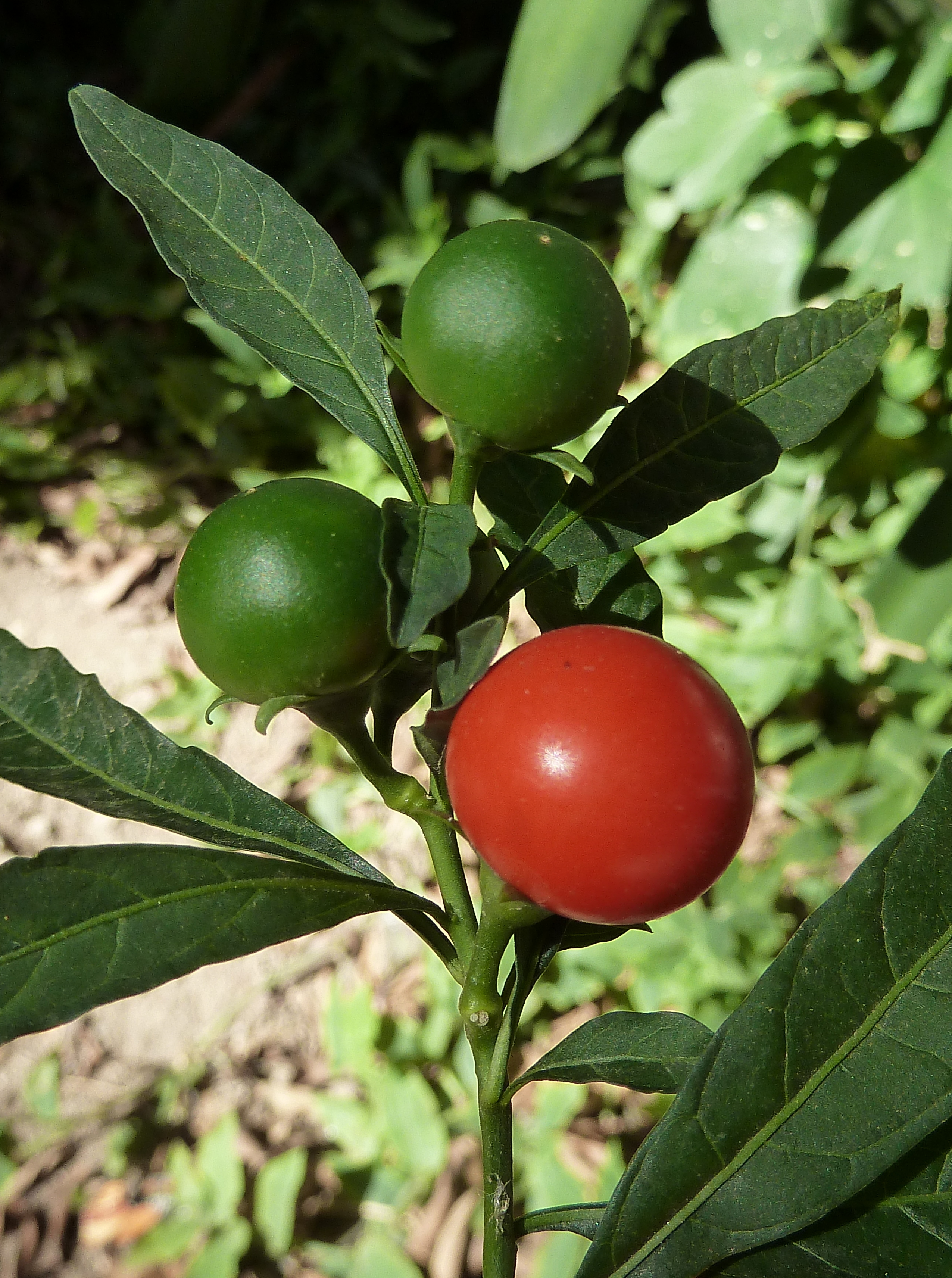
Frutos verdes y maduro.

El cerezo de Jerusalén,  de Madeira o mirto (Solanum pseudocapsicum) es un pequeño arbusto de la familia de las solanáceas, cuyo fruto, similar a la cereza, es -al igual que toda la planta- sumamente tóxico (solanina y solanocapsina). Algunas personas, por sus nombres vernáculos, lo confunden con el Solanum sisymbriifolium.

## Descripción

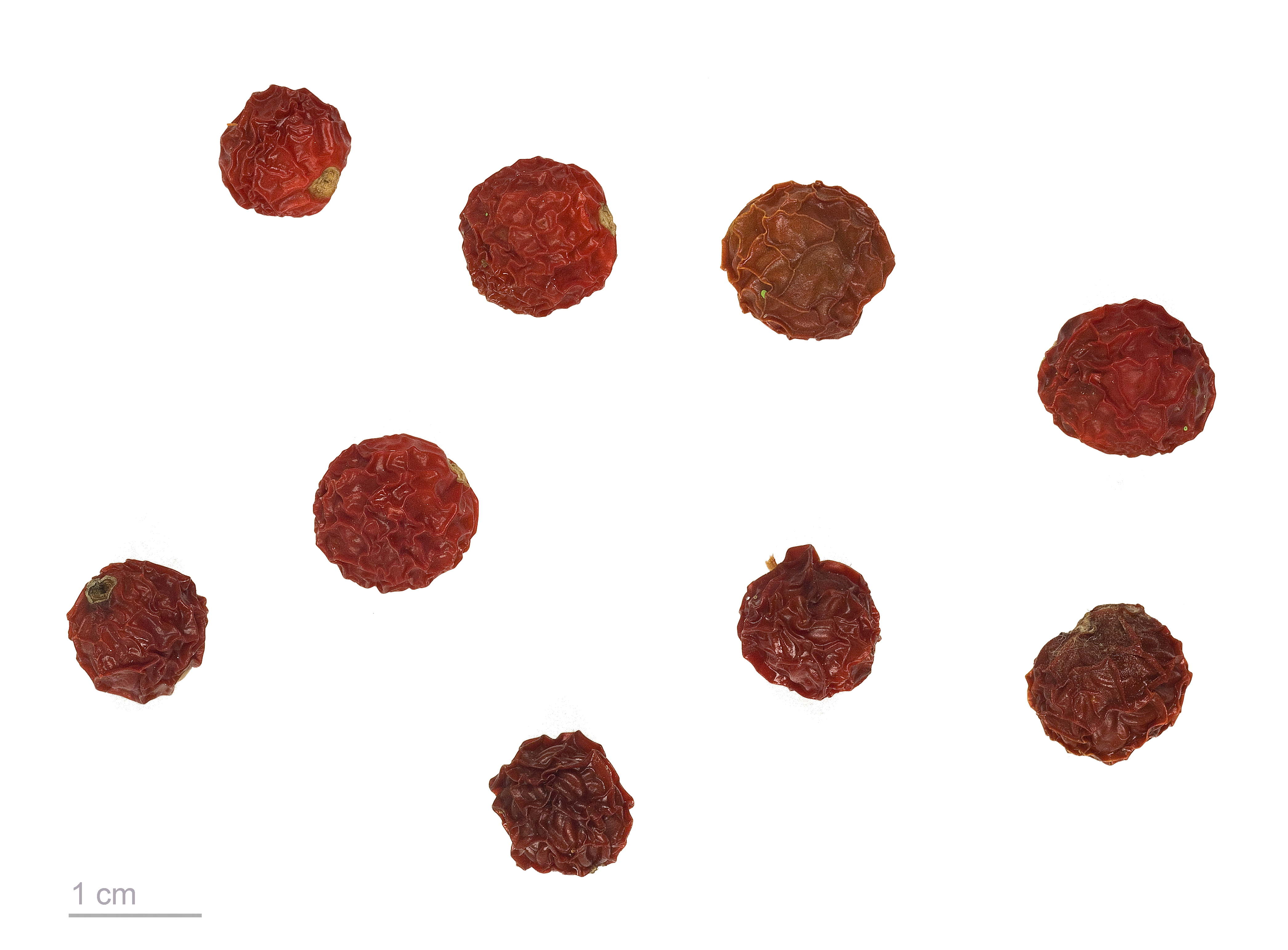
Frutos secos.

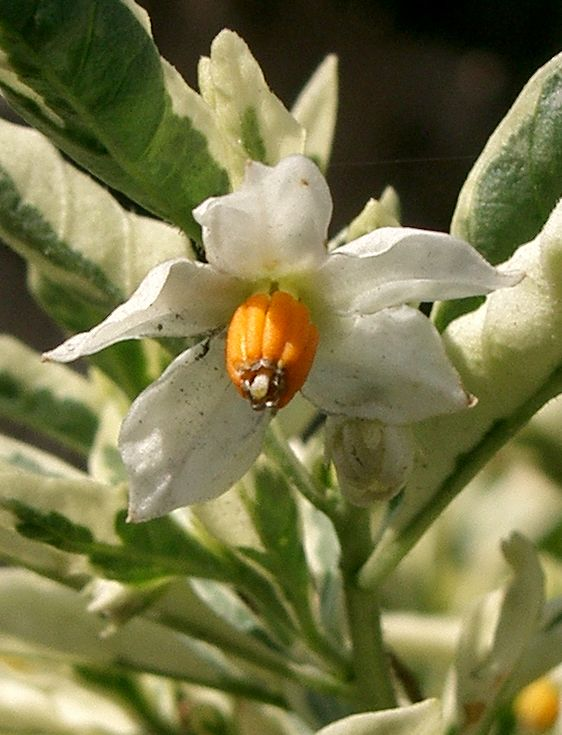
Flor

Arbusto sufruticoso que, por lo general, no supera los 1,20 m de altura (excepcionalmente llega a los 2 m), con tallos erectos, hojas oblongas, generalmente unicolor verde, acuminadas con márgenes enteros o sinuados. Las flores blancas, nacen opuestas a las hojas, en cimas de uno a tres, con corola pequeña. Pero por lo que destaca esta planta es por sus frutos, consistentes, cuando maduros, en unos tomates en miniatura de un brillante color rojizo de entre 10 y 15 mm de diámetro, que aparecen a partir de octubre. Aunque existen variedades con frutos más pequeños o más grandes, y otras que producen frutos de un color más claro (anaranjado). Antes de maduración son de un color verde oscuro, muy parecido al de las hojas.

## Distribución
Es originaria de América del Sur y se extiende naturalmente de México hasta Brasil, Argentina y Uruguay al Sur. Ampliamente cultivada como ornamental en el mundo entero, y a menudo naturalizada en zonas tropicales y subtropicales.

## Propiedades
En la planta se encuentra el principio activo, solanocapsina  que es un tóxico alcaloide esteroideo.

## Taxonomía
Solanum pseudocapsicum fue descrita por Carlos Linneo y publicado en Species Plantarum 1: 184. 1753.
Citología
Tiene un número de cromosomas de 2n=24
Etimología
Solanum: nombre genérico que deriva del vocablo Latíno equivalente al Griego στρυχνος (strychnos) para designar el Solanum nigrum (la "Hierba mora") —y probablemente otras especies del género, incluida la berenjena— , ya empleado por Plinio el Viejo en su Historia naturalis (21, 177 y 27, 132) y, antes, por Aulus Cornelius Celsus en De Re Medica (II, 33). Podría ser relacionado con el Latín sol. -is, "el sol", debido a que la planta sería propia de sitios algo soleados.
pseudocapsicum: epíteto latino que significa "falso Capsicum"
Variedades aceptadas
- Solanum pseudocapsicum var. diflorum (Vell.) Bitter
- Solanum pseudocapsicum var. microcarpum (Vahl) Pers.

Sinonimia
- Solanum capsicastrum var. caaguazuense Chodat
- Solanum diflorum Vell.
- Solanum diflorum var. angustifolium Kuntze
- Solanum diflorum var. pulverulentum Chodat
- Solanum eremanthum Dunal
- Solanum hygrophilum Schltdl.
- Solanum ipecacuanha Chodat
- Solanum ipecacuanha var. calvescens Chodat
- Solanum ipecacuanha var. obovata Chodat
- Solanum jaliscanum Greenm.
- Solanum mexiae Standl.
- Solanum plurifurcipilum Bitter
- Solanum tucumanense Griseb.
- Solanum ulmoides Dunal
- Solanum validum Rusby[6]

## Nombre común
Algunas personas, por algunos de sus nombres vernáculos, lo confunden con el Solanum sisymbriifolium. 

### España
Cereza falsa, cereza de Jerusalén o de Madeira, falso-pimiento, guindas de Indias, guindillas de Indias, guindo,  miltomates, naranjas adorno, naranjas de jardín, naranjillo, naranjo silvestre, pimientillos redondos, pimiento-chile, tomate enano, tomatillo de Jerusalén, tomatillos de Indias. De Anthos

### Latinoamérica
- México (Oaxaca): hierba enana;
- Colombia (Bogotá, cultivado): mirto, grano de oro;
- Brasíl (Paraná): laranjinha do mato;
- Uruguay: revienta caballos;
- Argentina, según la región: revienta caballos o sacha hediondilla.